# Khoja Ahmed Yasawis mausoleum
Khoja Ahmed Yasawis mausoleum är ett mausoleum som inte är färdigbyggt i staden Türkistan (eller Hazrat-e Turkestan), i södra  Kazakstan. 2003 blev det det första kazakiska kulturarvet som upptogs på Unescos världsarvslista.
Den nuvarande byggnaden lät Timur Lenk bygga 1389 för ersätta ett mindre 1100-talsmausoleum av den berömde sufiske mästaren, Khoja Ahmed Yasavi (1103–66). Byggmästare från Persien reste en 39 meter hög rektangulär byggnad i ganch, det vill säga bränt tegel blandat med murbruk och lera och krönte den med det största kupolvalv som någonsin byggts i Centralasien. Detta dubbla kupolvalv, prytt med gröna och gyllene plattor mäter 18,2 meter i diameter och är 28 meter högt.
Arkitektmästaren (mimar) sägs vara Khwaja Hosein Shirazi.
Byggnaden, som var en av sin tids största, lämnades oavslutad då Timur Lenk avled 1405. De efterföljande härskarna brydde sig inte om den, och mausoleet är en av de bäst bevarade timuridbyggnaderna.